# 니카라과의 행정 구역
다음은 니카라과의 행정 구역에 관한 서술이다. 니카라과는 15개의 주와 2개의 자치구로 이루어져 있다. 15개의 주는 또 153개의 지방 자치체로 이루어져 있다.

## 자치구
- 북카리브 자치구
- 남카리브 자치구